# Shetland Folk Festival
Das Shetland Folk Festival ist ein seit 1981 alljährlich im April stattfindendes internationales Folkmusik-Treffen.

## Struktur
Die Veranstalter sind eine Non-Profit-Organisation, die auf ehrenamtlicher Basis für die Durchführung sorgen. Ihr Ziel besteht darin, den Besuchern und der lokalen Gemeinschaft der Musikinteressierten die weltweit beste Folkmusik auf ihrem Fest zu bieten, soweit das eben möglich ist, wenn man soweit in Europas Peripherie ansässig ist. Für die dreitägige Dauer des Folkfests wird im „Islesburgh Community Centre“ ein Festivalbüro eingerichtet, zu dem nur Teilnehmer Zutritt haben. Es gibt dort Konzerte, Workshops, Sessionräume, Essen und Trinken. Der „Club“ ist normalerweise bis in die frühen Morgenstunden geöffnet.

## Musikalische Schwerpunkte
Im Mittelpunkt steht zunächst einmal die Musiktraditionen Shetlands. Seit den kleinen Anfängen hat sich die Themenpalette der vielen Konzerte und Workshops auf eine Vielzahl europäischer, nordamerikanischer und weltmusikalischer Einflüsse ausgeweitet.
Neben diesem großen Folkfestival gibt es noch ein sehr viel spezialisierteres, kleineres, regelmäßig im Oktober stattfindendes, das Shetland Accordion and Fiddle Festival.